# Дербишева
Дербишева — деревня в Аргаяшском районе Челябинской области. Административный центр Дербишевского сельского поселения. Согласно переписи 2020 года население составляло 1382 человека.

## География
Деревня расположена на берегу озера Карагайкуль. Расстояние до районного центра, села Аргаяш, 20 км.

## Население
| 2002 | 2010  |
| ---- | ----- |
| 1297 | ↗1344 |

По данным Всероссийской переписи, в 2010 году численность населения деревни составляла 1344 человека (652 мужчины и 692 женщины).
Национальный состав: 
Всероссийская перепись населения 2002 года: 
Башкиры - 95%

## Улицы
Уличная сеть деревни состоит из 59 улиц и 4 переулков.